# Норт-Саскачеван
Норт-Саска́чеван (англ. North Saskatchewan River) — река, истекающая из ледника в канадских Скалистых горах, и протекающая далее через провинции Альберта и Саскачеван. Это одна из двух крупных рек (вторая — Саут-Саскачеван), которые сливаются и образуют реку Саскачеван.
Речной бассейн Саскачеван является крупнейшим на западе Канады, покрывает большую часть юга Альберты и южный Саскачеван, и пересекает центр провинции Манитоба.
В 1989 году река Норт-Саскачеван включена в список охраняемых рек Канады.
На реке находится крупное водохранилище — Эйбрахам.

## Галерея

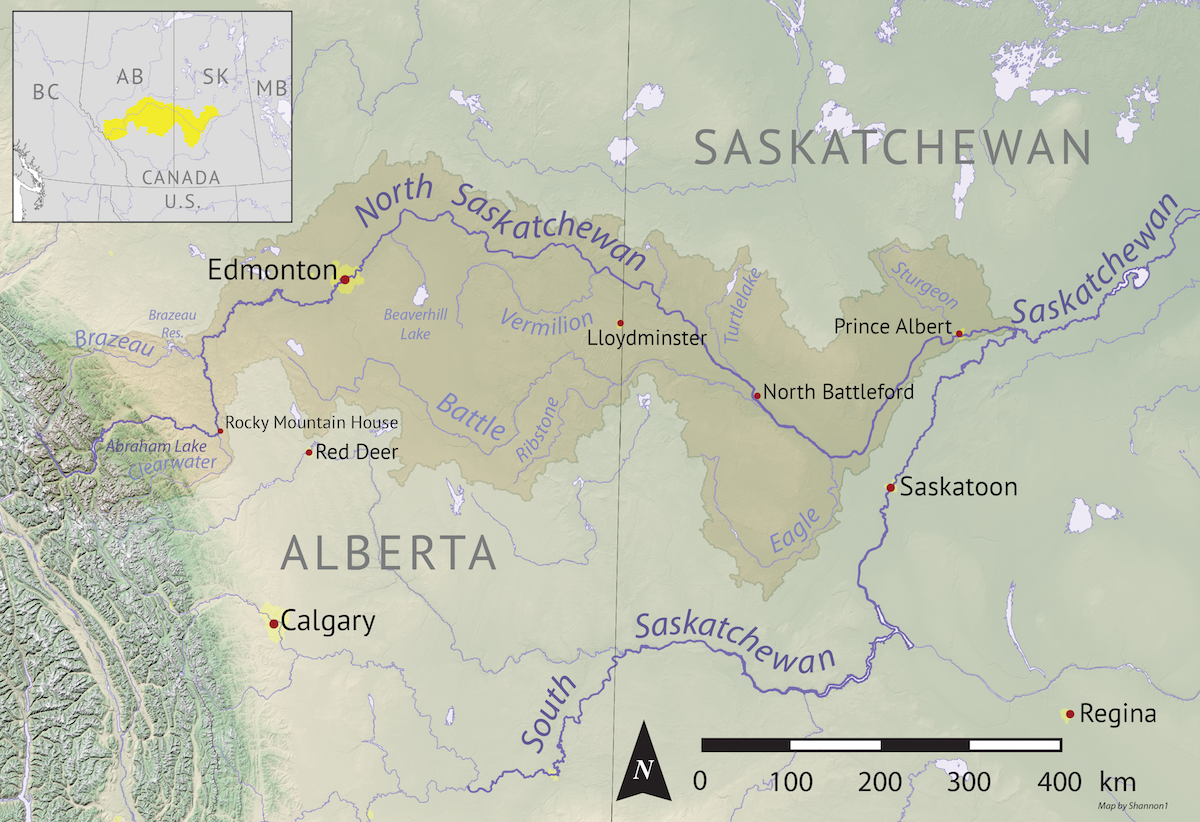
Бассейн реки Норт-Саскачеван
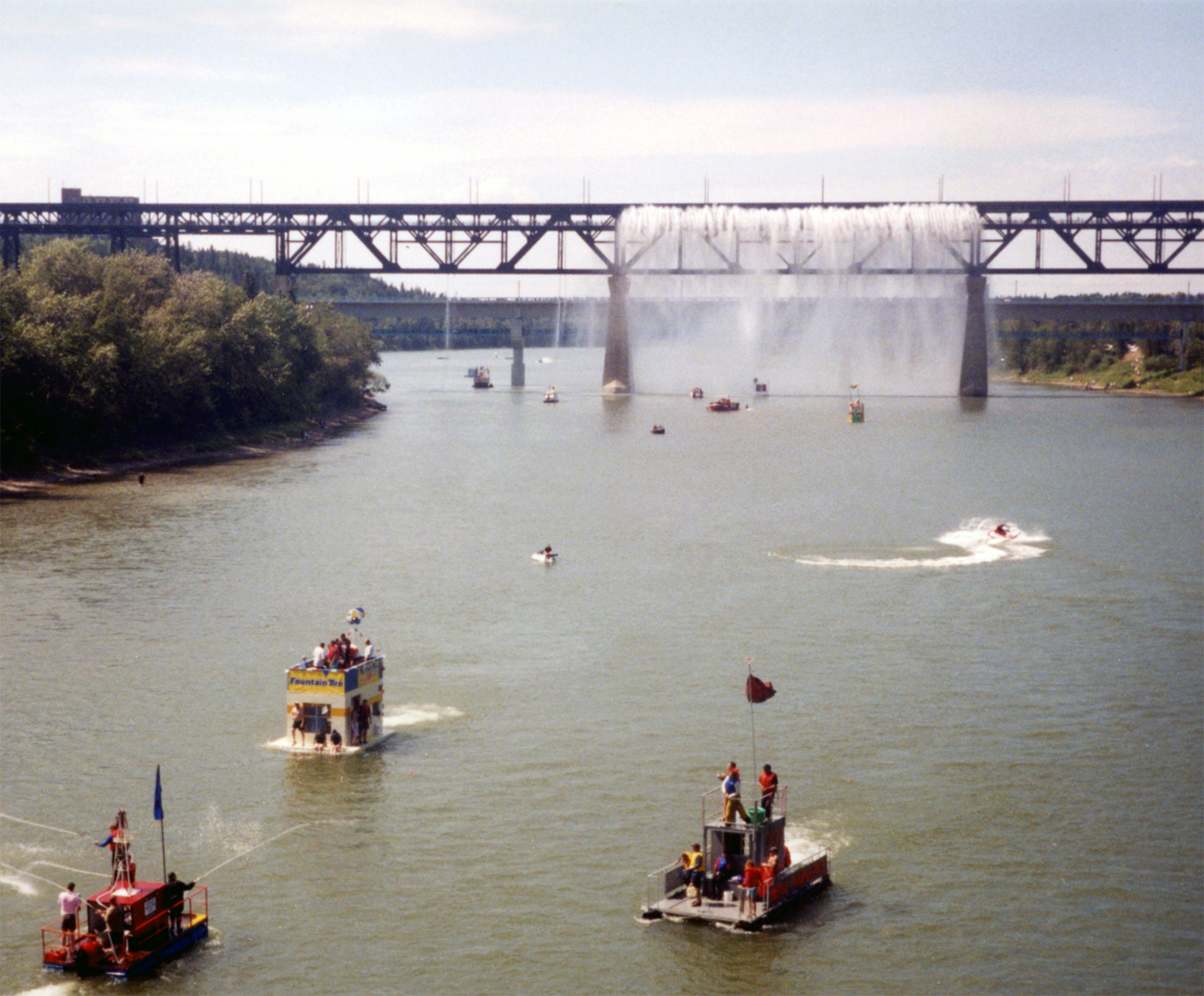
Лодки и катера в Эдмонтоне, вид на мост High Level Bridge
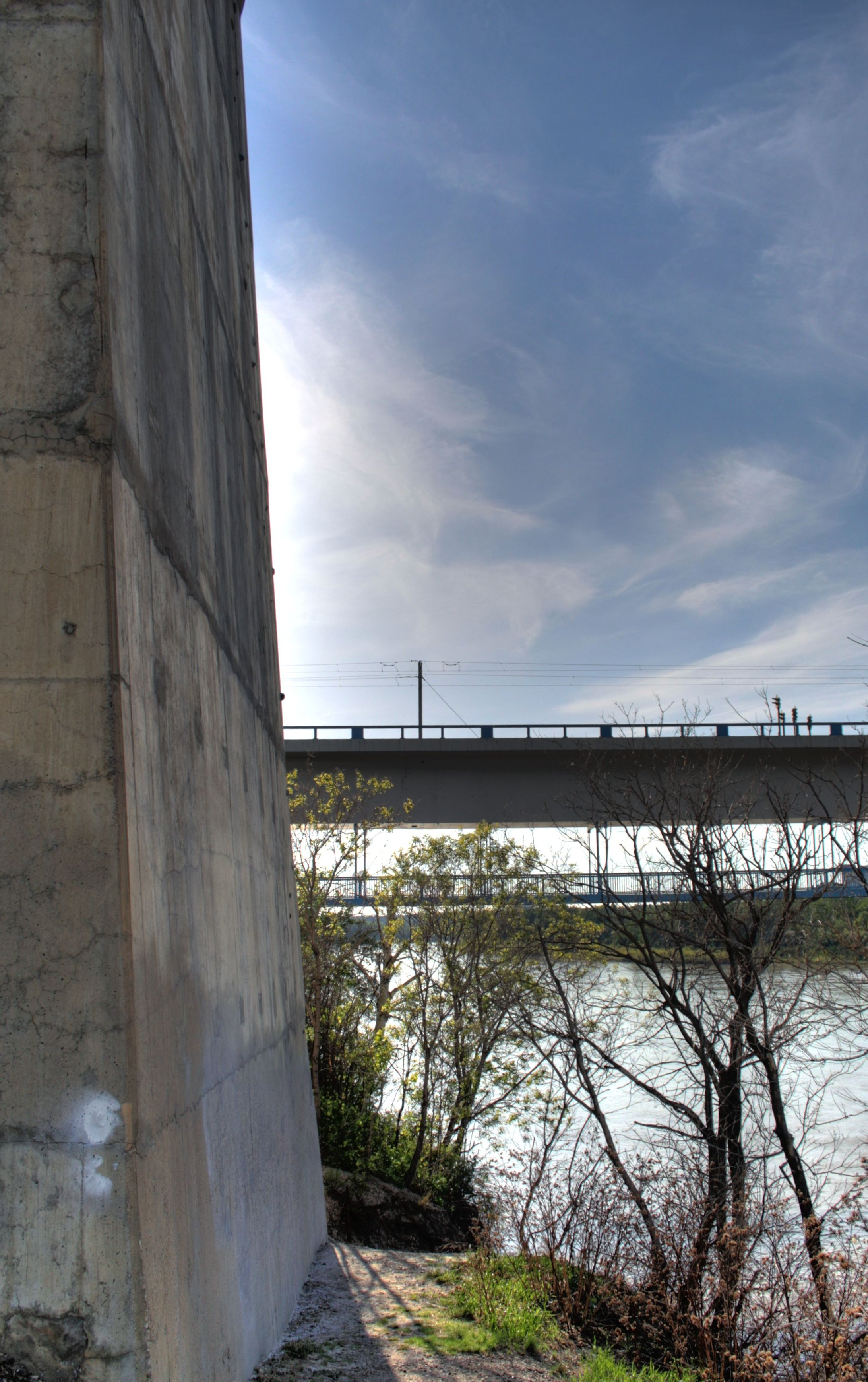
Мост через Норт-Саскачеван. Эдмонтонский ЛРТ-мост в центре города
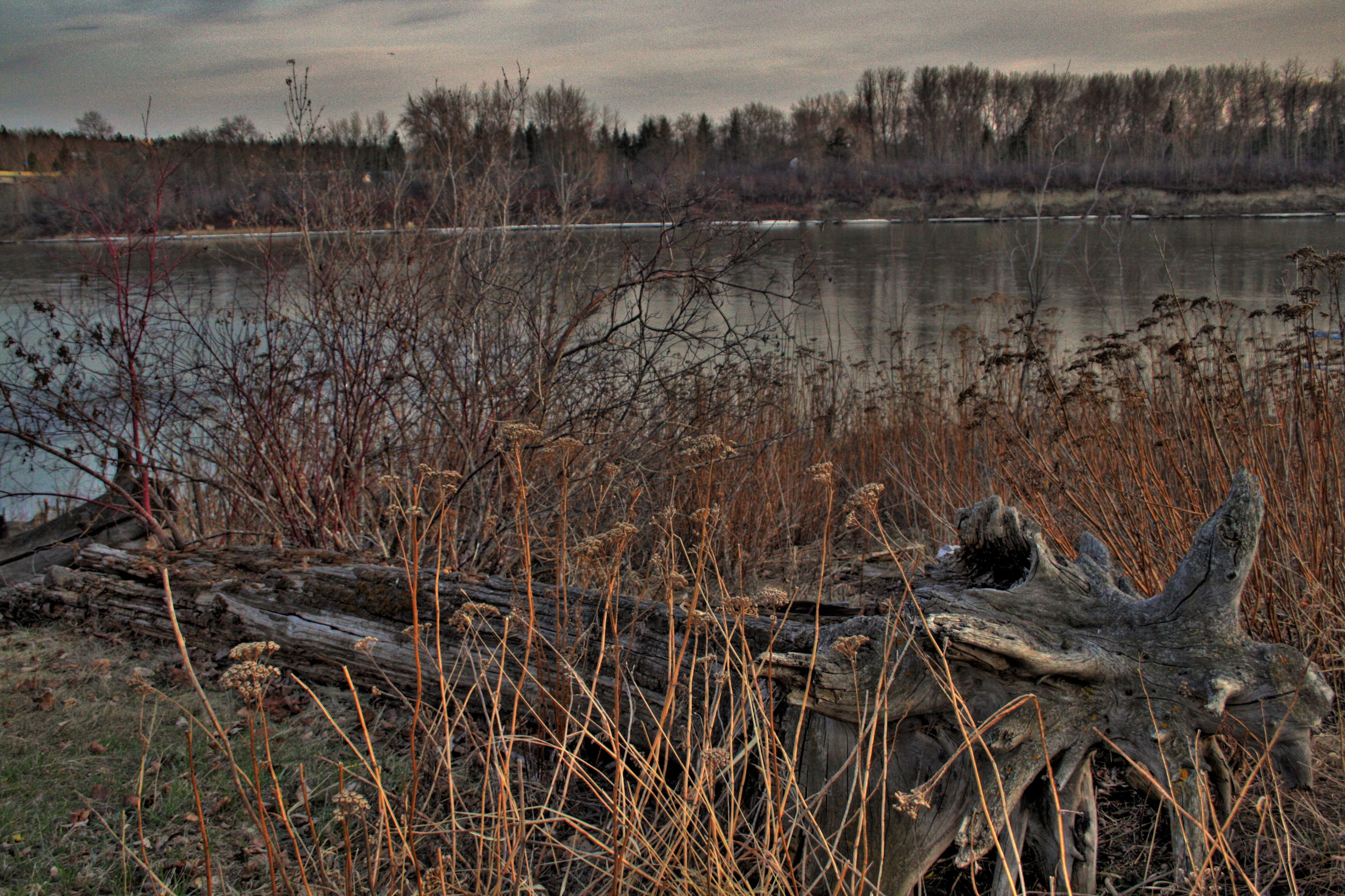
Сплав древесины на берегу реки недалеко от моста Groat Bridge в Эдмонтоне
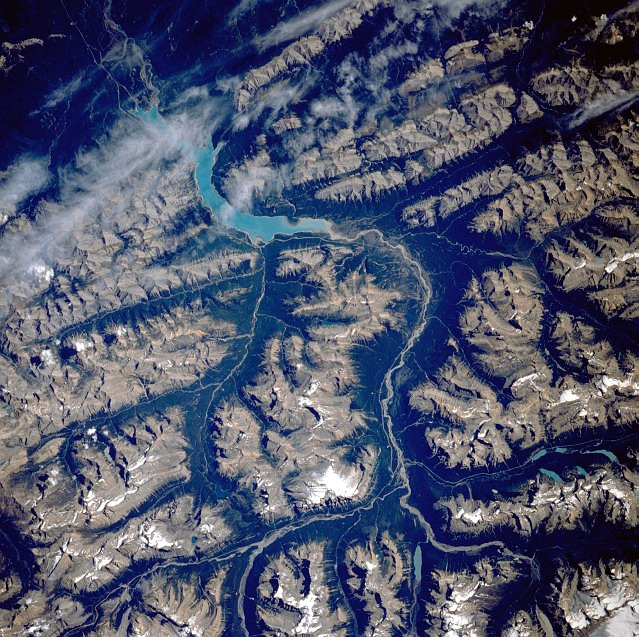
Река Норт-Саскачеван и озеро Abraham Lake — вид из космоса
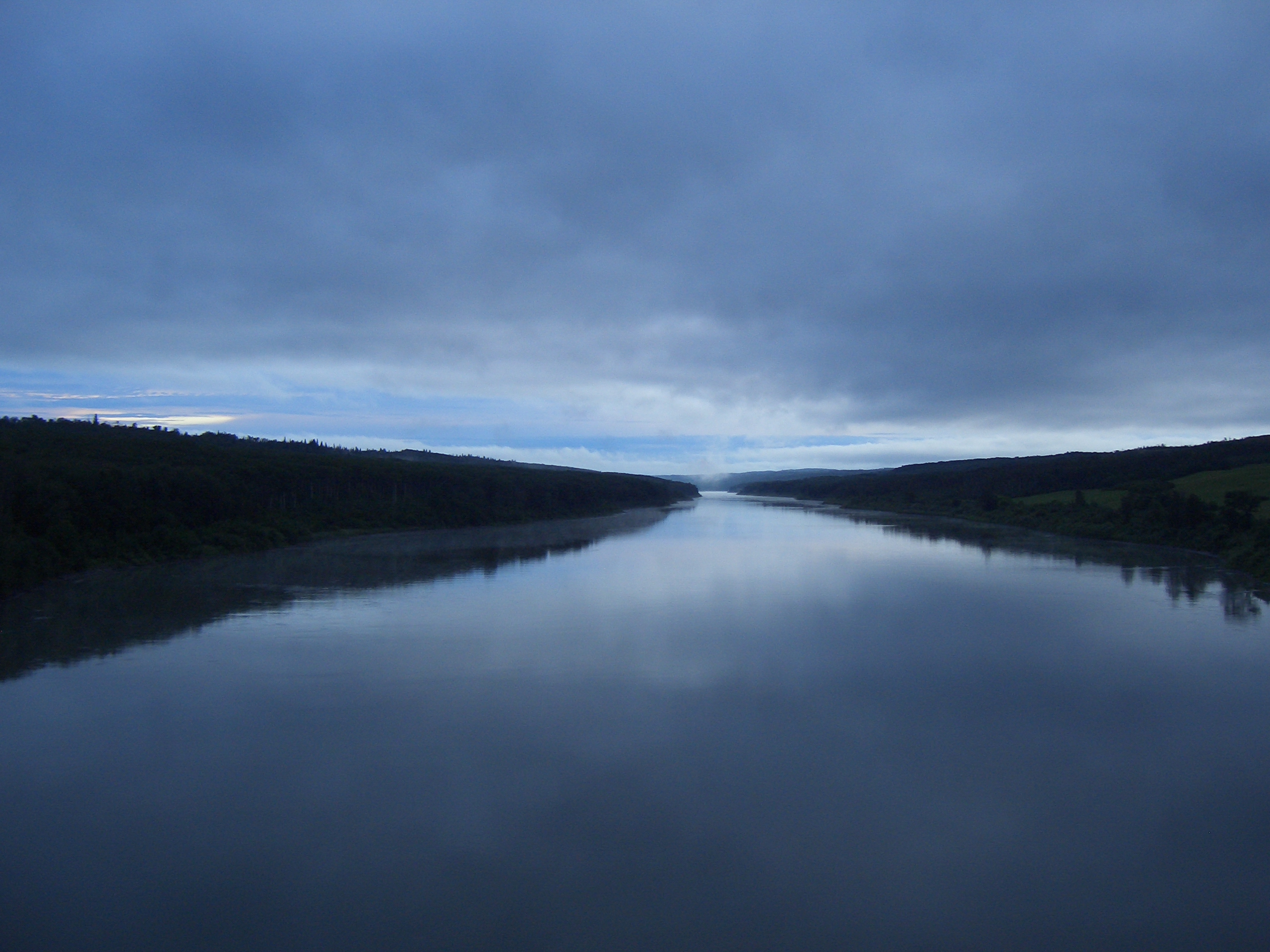
Норт-Саскачеван около деревни Myrnam, Альберта